# Saint-Jacques-sur-Darnétal
Saint-Jacques-sur-Darnétal település Franciaországban, Seine-Maritime megyében. Lakosainak száma 3134 fő (2022. január 1.). Saint-Jacques-sur-Darnétal Bois-d’Ennebourg, Bois-l’Évêque, Darnétal, Préaux, Roncherolles-sur-le-Vivier, Saint-Aubin-Épinay és Saint-Léger-du-Bourg-Denis községekkel határos.

## Népesség
A település népessége az elmúlt években az alábbi módon változott:
| Lakosok száma | 2577 | 2584 | 2763 | 2835 | 2961 | 3045 | 3108 | 3152 | 3134 |
|               | 2013 | 2015 | 2016 | 2017 | 2018 | 2019 | 2020 | 2021 | 2022 |